# Хюрм
Хюрм (нем. Hürm) — ярмарочная коммуна (нем. Marktgemeinde) в Австрии, в федеральной земле Нижняя Австрия. 
Входит в состав округа Мельк.  Население составляет 1693 человека (на 31 декабря 2005 года). Занимает площадь 36,09 км². Официальный код  —  31513.

## Политическая ситуация
Бургомистр коммуны — Антон Фишер (АНП) по результатам выборов 2005 года.
Совет представителей коммуны (нем. Gemeinderat) состоит из 19 мест.
- Партия VP HÜRM занимает 17 мест.
- СДПА занимает 2 места.